# FK Vitiaz Podolsk
Ne pas confondre avec le HK Vitiaz, club de hockey sur glace de la même ville.
Maillots
Le Vitiaz Podolsk (en russe : «Витязь» Подольск) est un club de football russe fondé en 1996 et basé à Podolsk.

## Histoire
Fondé en 1996 sous le nom PDSK (russe : Подольский домостроительный комбинат, littéralement Usine de construction de maisons de Podolsk), le club prend le nom Vitiaz à partir de 1999.
À l'origine une équipe amateur, le Vitiaz intègre le football professionnel en 2001 en étant promu en troisième division où il intègre la zone Centre. Le club est promu en deuxième division à l'issue de la saison 2007, à ce niveau il termine deux fois d'affilée à la onzième place mais doit demander la rétrogradation en troisième division à l'issue de la saison 2009 pour des raisons financières. Le Vitiaz ne prend pas part à la saison 2017-2018.

## Bilan sportif

### Classements en championnat
La frise ci-dessous résume les classements successifs du club en championnat.

### Bilan par saison
| Saison    | Championnat      | Championnat | Championnat | Championnat | Championnat | Championnat | Championnat | Championnat | Championnat | Championnat | Coupe de Russie     |
| Saison    | Division         | Pos         | Pts         | J           | V           | N           | D           | BP          | BC          | Diff        | Coupe de Russie     |
| --------- | ---------------- | ----------- | ----------- | ----------- | ----------- | ----------- | ----------- | ----------- | ----------- | ----------- | ------------------- |
| 1996      | 5e Podmoskovié B | 10e         | 20          | 22          | 6           | 2           | 14          | 35          | 53          | -18         | —                   |
| 1997      | 5e Podmoskovié B | 4e          | 33          | 20          | 10          | 3           | 7           | 24          | 27          | -3          | —                   |
| 1998      | 4e Podmoskovié   | 1er         | 69          | 26          | 23          | 0           | 3           | 90          | 17          | +73         | —                   |
| 1999      | 4e Podmoskovié   | 4e          | 55          | 28          | 17          | 4           | 7           | 60          | 27          | +33         | —                   |
| 2000      | 4e Podmoskovié   | 1er         | 83          | 30          | 27          | 2           | 1           | 140         | 12          | +128        | —                   |
| 2001      | 3e Centre        | 4e          | 75          | 38          | 22          | 9           | 7           | 73          | 34          | +39         | —                   |
| 2002      | 3e Centre        | 2e          | 82          | 38          | 25          | 7           | 6           | 69          | 29          | +40         | —                   |
| 2003      | 3e Centre        | 8e          | 56          | 36          | 16          | 8           | 12          | 51          | 34          | +17         | Troisième tour      |
| 2004      | 3e Centre        | 3e          | 66          | 32          | 20          | 6           | 6           | 60          | 31          | +29         | Troisième tour      |
| 2005      | 3e Centre        | 3e          | 79          | 34          | 25          | 4           | 5           | 84          | 31          | +53         | Troisième tour      |
| 2006      | 3e Centre        | 5e          | 60          | 34          | 18          | 6           | 10          | 53          | 40          | +13         | Sixième tour        |
| 2007      | 3e Centre        | 1er         | 77          | 30          | 24          | 5           | 1           | 59          | 15          | +44         | Deuxième tour       |
| 2008      | 2e               | 11e         | 58          | 42          | 17          | 7           | 18          | 49          | 57          | -8          | Troisième tour      |
| 2009      | 2e               | 11e         | 51          | 38          | 13          | 12          | 13          | 46          | 39          | +7          | Huitièmes de finale |
| 2010      | 3e Centre        | 6e          | 52          | 30          | 15          | 7           | 8           | 53          | 34          | +19         | Cinquième tour      |
| 2011-2012 | 3e Centre        | 3e          | 62          | 39          | 18          | 8           | 13          | 58          | 59          | -1          | Premier tour        |
| 2011-2012 | 3e Centre        | 3e          | 62          | 39          | 18          | 8           | 13          | 58          | 59          | -1          | Cinquième tour      |
| 2012-2013 | 3e Centre        | 8e          | 43          | 30          | 12          | 7           | 11          | 41          | 42          | -1          | Troisième tour      |
| 2013-2014 | 3e Centre        | 2e          | 60          | 30          | 19          | 3           | 8           | 51          | 32          | +21         | Troisième tour      |
| 2014-2015 | 3e Centre        | 8e          | 44          | 30          | 12          | 8           | 10          | 43          | 47          | -4          | Quatrième tour      |
| 2015-2016 | 3e Centre        | 10e         | 31          | 26          | 8           | 7           | 11          | 31          | 32          | -1          | Premier tour        |
| 2016-2017 | 3e Centre        | 5e          | 40          | 24          | 12          | 4           | 8           | 43          | 35          | +8          | Troisième tour      |
| 2018      | 4e Podmoskovié   | 2e          | 57          | 28          | 18          | 3           | 7           | 87          | 34          | +53         | —                   |
| 2019      | 4e Podmoskovié   | 5e          | 54          | 30          | 17          | 3           | 10          | 77          | 45          | +32         | —                   |
| 2020      | 4e Podmoskovié   | 2e          | 29          | 13          | 9           | 2           | 2           | 28          | 13          | +15         | —                   |
| 2021      | 4e Podmoskovié   | 6e          | 34          | 24          | 10          | 4           | 10          | 56          | 36          | +20         | —                   |

Légende
- Promotion en division supérieure
- Relégation en division inférieure

## Entraîneurs
La liste suivante présente les différents entraîneurs connus du club.
- Valentin Kovacs (1999-2002)
- Aleksandr Kouznetsov (janvier 2003-mai 2003)
- Andreï Romanov (mai 2003-décembre 2005)
- Andreï Piatnitski (2006-février 2007)
- Mukhsin Mukhamadiev (février 2007-avril 2008)
- Sergueï Gorloukovitch (avril 2008-novembre 2008)
- Sergueï Balakhnine (décembre 2008-septembre 2009)
- Andreï Novosadov (septembre 2009-décembre 2009)
- Vladislav Ternavski (décembre 2009-décembre 2010)
- Andreï Romanov (décembre 2010-avril 2013)
- Vladislav Ternavski (avril 2013-juin 2015)
- Sergueï Polstianov (juillet 2015-octobre 2016)
- Andreï Romanov (octobre 2016-mai 2017)
- Ramiz Moustafaïev (mai 2017-janvier 2018)
- Andreï Romanov (2018)